# 角田市立東根小学校
角田市立東根小学校（かくだしりつ ひがしねしょうがっこう）は宮城県角田市にあった公立小学校である。

## 概要

### 地理
東根地区は南北に約8㎞・東西に約3㎞と南北に長く、地区としての面積は17.68㎢の広さである。東部は山地で西部に向かうに従って平地となっており、角田盆地の一角を成している。角田市の東北部に位置しており、東は阿武隈高地を境に亘理町に、北西部は阿武隈川を隔てて北郷や柴田町に接していた。

### 校木
かえで（1976年2月28日制定。「向上心」「真実の友情」を表す）

## 沿革
- 1873年（明治6年）7月1日 - 坂津田小学校として創立（坂津田村筒目木屋敷境田哲衛氏宅）。
- 1880年（明治13年）1月 - 坂津田初等科小学校に改称。
- 1885年（明治18年）8月 - 坂津田、平貫、小坂、鳩原の4村を学区とし、平貫中等科小学校に改称。小坂、鳩原の各村に分教場設立。
- 1887年（明治20年）6月4日 - 坂津田尋常小学校に改称。
- 1889年（明治22年）7月8日 - 東根小学校簡易科に改称。
- 1892年（明治25年）7月1日 - 東根尋常小学校に改称。
- 1927年（昭和2年）3月3日 - 高等科を併置し、東根尋常高等小学校に改称。
- 1934年（昭和9年）10月3日 - 小坂分教場、鳩原分教場を廃止。各校舎を東根村平貫に移転。
- 1941年（昭和16年）4月1日 - 東根国民学校に改称。
- 1947年（昭和22年）4月1日 - 東根村立東根小学校に改称。
- 1954年（昭和29年）10月1日 - 町村合併により、角田町立東根小学校に改称。
- 1956年（昭和31年）10月1日 - 完全学校給食を開始。
- 1958年（昭和33年）10月1日 - 市政施行により、角田市立東根小学校に改称。
- 1961年（昭和36年）10月 - 校歌制定。（作詞：松本和良、作曲：熊田為宏）
- 1970年（昭和45年）7月18日 - プール完成。
- 1971年（昭和46年）12月30日 - 新鉄筋校舎が竣工。
- 1972年（昭和47年）3月6日 - 校庭を拡張。
- 1976年（昭和51年）2月28日 - 校木「かえで」の制定。
- 1978年（昭和53年）12月27日 - 屋内体育館が竣工。
- 2012年（平成24年）1月11日 - 増築木造校舎上棟式。
- 2019年（平成31年）4月1日 - 複式学級化。（1・2年　3・4年　5・6年）
- 2021年（令和3年） 3月31日 - 児童数減少により閉校。角田市立桜小学校に統合。[2]

## 通学区域
- 坂津田、平貫、小坂、鳩原[3]

## 進学先中学校
- 角田市立北角田中学校[3]

## 学校教育目標
- 知・徳・体の調和のとれたたくましい児童の育成
- 目指す児童像
  - 学び合う子ども（かしこく）
  - 支え合う子ども（やさしく）
  - きたえ合う子ども（たくましく）[1]